# Seuil décalé
Un seuil décalé est un seuil de piste d'aéroport situé à un point autre que le début ou la fin véritables de la piste. La partie de la piste ainsi déplacée peut être employée pour le décollage mais pas pour l'atterrissage. L'avion atterrissant peut employer le secteur déplacé sur l'extrémité opposée pour dégager la piste après avoir effectué son atterrissage.

## Caractéristiques
Le plus souvent, le seuil décalé est mis en place pour donner à un avion arrivant un dégagement suffisant au-dessus d'un obstacle, tout en permettant toujours à un avion partant d'utiliser la totalité de longueur de piste disponible, à-moins qu'il y ait les seuils décalés des deux côtés. L'autre raison est l'usure de la piste, dont une partie ne peut plus supporter le poids et surtout l'impact des atterrissages répétés des avions l'utilisant. Cette portion peut toutefois encore être utilisée pour le décollage, car elle n'est alors pas soumise aux impacts.
Les seuils décalés ont des flèches comme ligne centrale, se dirigeant dans la direction de la piste. La fin de la zone déplacée, dans la direction des flèches, contient une large ligne blanche et généralement quatre petites flèches, correspond au début de la piste (donc au seuil véritable). Les seuils décalés sont comptés en tant qu'élément de la piste, et sont inclus dans la taille de piste. Il faut donc en tenir compte lors des calculs des distances d'atterrissage pour les avions les empruntant.
La piste 11/29 de l'aéroport international Indira-Gandhi situé à Delhi, en Inde, possède l'un des plus importants seuils décalés au monde, avec une longueur de 1 460 mètres pour une longueur de piste totale de 4 430 mètres, soit près de 33 % de la longueur de piste disponible.